# Agustí Franch Reche
Agustí Franch Reche (Manresa, 1976) és un dramaturg, guionista i escriptor, autor d'obres de teatre, de guions per a televisió, de contes infantils i de novel·les.
En l'àmbit televisiu, dirigeix el Club Piolet (el Súper3 d'Andorra, a AndorraTV) i ha estat guionista de les sèries Laura (1998-1999) i Happy House (1999), així com dels programes de TV3 (S)avis i Anecdotari, històries singulars.
En el món del cinema, ha estat el guionista de la pel·lícula El fred que crema, basada en el seu text teatral anterior Fred. La pel·lícula ha estat dirigida per Santi Trullenque, i estrenada als cinemes el gener del 2023.
En l'àmbit del teatre, a més de ser autor de diverses obres, és membre fundador de la Cia. Inevitables, especialitzada a portar a escena històries socials a través de produccions de petit format.
També ha escrit diverses novel·les i alguns contes infantils.

## Obres
Algunes de les obres d'Agustí Franch són:

### Novel·la
- Generacions.
- Sota le llei de Murphy (2005), Columna Edicions, 250 p., Premi Ciutat de Badalona.[4]
- Wicca (2016), Editorial Meclant.
- La capsa de música (2018) Editorial Mesclant.
- L'home que feia núvols de sucre (2021), Editorial Mesclant, sobre la necessitat de felicitat en l'últim tram de la vida.[5]

### Teatre
- Tira-tira o la fábrica de tiras (Anaya, 2004), teatre infantil, sobre el treball infantil, guanyadora de l'accèssit al premi de teatre infantil i juvenil de l'SGAE.[6]
- Entre pocs i massa (2007), una comèdia.
- Operació Bolquer (2010), una comèdia sobre la paternitat.
- Fred, sobre la Segona Guerra Mundial, i guanyadora del premi de teatre 50è aniversari Crèdit andorrà (2015).
- Coitus (2019), sobre les relacions de parella.
- EXIT (2019), una comèdia estrenada al Teatro Nacional de Colombia, i a Buenos Aires, on va ser nominada a cinc premis ACE 2024, dels que en va guanyar tres, entre ells a la millor comèdia, i nou premis Carlos, dels que en va guanyar dos.
- Ximpanzé (2021), un monòleg sobre el món de les persones trans.
- Solstici (2023), sobre els trastorns mentals.
- Swingers (2023), una comèdia.
- Dones de flors i herbes, sobre les trementinaires, guanyadora del premi de teatre 50è aniversari Crèdit andorrà (2023).

### Guió de pel·lícules
- El fred que crema (2023), dirigida per Santi Trullenque.